# جنی هایریکوسکی
جنی هایریکوسکی (انگلیسی: Jenni Hiirikoski؛ زادهٔ ۳۰ مارس ۱۹۸۷) بازیکن هاکی روی یخ اهل فنلاند است.